# シムライズ
シムライズ（ドイツ語: Symrise AG）は、香料・芳香化合物、食品成分などを取り扱う化学品メーカー。香料・芳香化合物分野では世界有数の規模を持つ。ドイツ・ニーダーザクセン州・ホルツミンデンに本拠を置き、世界約40カ国に拠点を持つ。日本法人はシムライズ株式会社。フランクフルト証券取引所上場企業（FWB: SY1）。

## 沿革

### ハーマン・アンド・ライマーとドラゴコ
シムライズの前身は、共にホルツミンデンに本拠を置いたハーマン・アンド・ライマー（Haarmann & Reime GmbH、H&R）とドラゴコ（Dragoco Gerberding & Co.AG）の2社である。ハーマン・アンド・ライマーは、化学者のWilhelm Haarmannらによる1874年の工場（Haarmanns Vanillin Fabrik）設立に始まり、1876年にカール・ライマー（Karl Reimer）が入社、ライマーはバニラの香りの主要成分であるバニリンの合成に成功し、会社はバニリンや食品香料として利用されるイオノンの生産で発展、1953年にバイエルの資本下に入り、同社の子会社として、欧米諸国やラテンアメリカに至る化学品の生産体制を維持した。ドラゴコは、Carl Wilhelm GerberdingとAugust Bellmerによる1919年の設立（設立時の社名は竜に由来するDrago、後にDragon Companyの意でドラゴコと称する）に始まり、1930年代から香料・芳香化合物の生産を本格化、1970年代には香港・シンガポールなどアジア各地にも拠点を設けた。2002年7月、バイエルがハーマン・アンド・ライマーの保有株式を北欧最大の投資ファンドEQTに売却、ドラゴコの株式も購入したEQTは両社の事業統合に踏み切り、2003年2月20日、合併が成立しシムライズが発足した。 

### シムライズとしての発展
2005年に両社の生産体制の統合が完了し、2006年12月、フランクフルト証券取引所に上場した。合併後は企業買収を続け、2006年1月にハンブルクに拠点を置くKaden Biochemicals GmbHを、2007年1月にイギリスのSteng Ltd.を、また2008年9月にアメリカ合衆国のフレグランスメーカーのManheimer Fragrances Inc.とIntercontinental Fragrances Inc.を一挙に買収、2013年3月、ニューヨークに拠点を置くBelmay Inc.を買収、2014年4月、フランスの投資会社アルディアンから、食品成分メーカーのディアナ・グループを買収し子会社化、2015年9月、ジョージア州に拠点を置く香料メーカーのPinova Holdingsを買収した。
2016年10月にFlavor（飲料・甘味部門）、Nutrition（子会社のディアナ・グループによる食品成分事業）、Scent & Care（香料・芳香化合物・化粧品成分）の3部門体制となった。ホルツミンデンの本社のほか、地域本部としては、アメリカ・ニュージャージー州、サンパウロ、レンヌ、シンガポールに地域本部がある。

## 日本法人
日本法人の前身は、ドラゴコの日本法人「株式会社ドラゴコ・ジャパン」（Dragoco Japan Ltd.）である。本国でのハーマン・アンド・ライマーとの統合に伴い、「シムライズ株式会社」（Symrise K.K.）が設立された。東京（芝）にオフィスを置き、茨城県稲敷市に工場を持つ。